# スターダスト (2007年の映画)
『スターダスト』（原題：Stardust）は、2007年公開のイギリスとアメリカ合作による恋愛ファンタジー・アドベンチャー映画。
マシュー・ヴォーンとジェーン・ゴールドマンが共同で脚本を担当し、マシュー自身は監督も務めた。ニール・ゲイマンが1999年に発表した同名小説を基に、クレア・デインズやチャーリー・コックス、シエナ・ミラー、リッキー・ジャーヴェイス、ジェイソン・フレミング、ルパート・エヴェレット、ピーター・オトゥール、ミシェル・ファイファー、ロバート・デニーロらが出演し、イアン・マッケランがナレーションを担当した。
マシュー・ヴォーン監督にとっては、初のメジャースタジオ配給作品となる。

## 概要
この映画は、イギリスの架空の町のウォールに住む青年トリスタンを描いた作品である。魔法に満ちたファンタジーの王国ストームホールドの国境に位置する町「ウォール」に住むトリスタンは、愛するヴィクトリアに結婚を申し込むために、落ちてきた星を拾おうと魔法の世界に入っていく。彼が追い求めた星は、なんと驚いたことにイヴェインという名の女性であった。魔女やストームホールドの王子たちもイヴェインを狙って追ってくる。一方、トリスタンは申し出の期限であるヴィクトリアの誕生日までに、彼女を一緒にウォールへと連れ出そうとする。
この映画は高評価を持って迎えられ、7000万～8850万ドルの製作費に対して1億3700万ドルの興行収入を記録した。2008年にはヒューゴー賞長編映像部門を受賞した。2007年12月18日にDVDとブルーレイ、HD DVDでリリースされた。

### キャスティング

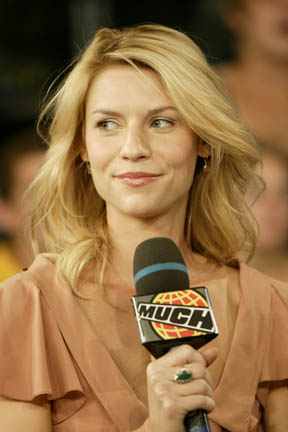
『スターダスト』のプロモーションに参加するクレア・デインズ

### 撮影

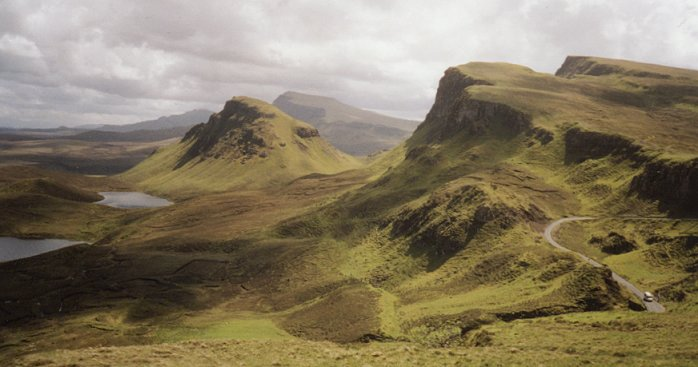
スコットランドのスカイ島

## キャスト

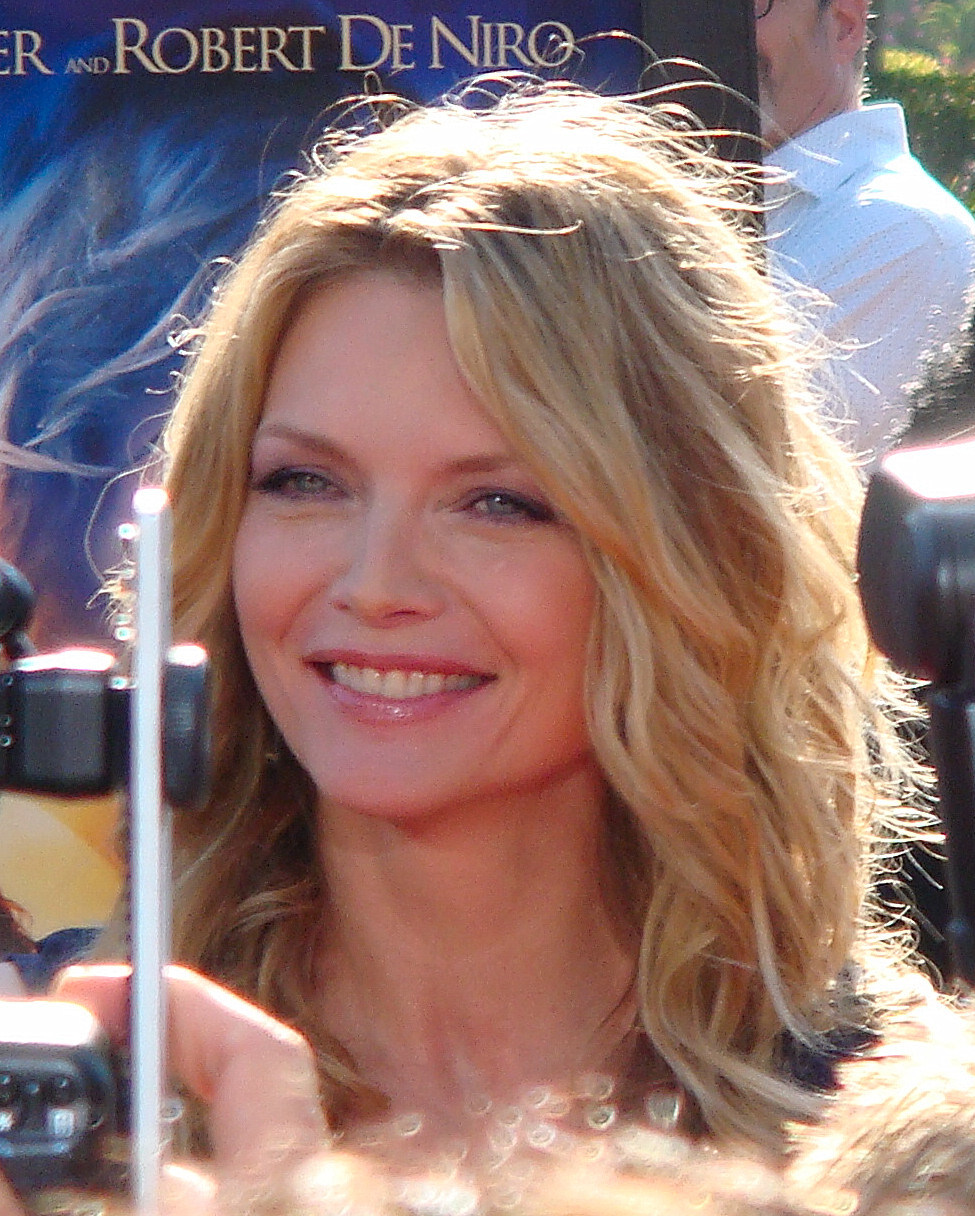
パラマウントスタジオで行われた『スターダスト』のロサンゼルスプレミアでのミシェル・ファイファー

| 役名                       | 俳優                       | 日本語吹替                                              |
| -------------------------- | -------------------------- | ------------------------------------------------------- |
| トリスタン・ソーン         | チャーリー・コックス       | 中谷一博                                                |
| イヴェイン                 | クレア・デインズ           | 魏涼子                                                  |
| キャプテン・シェイクスピア | ロバート・デ・ニーロ       | 樋浦勉                                                  |
| ラミア                     | ミシェル・ファイファー     | 深見梨加                                                |
| ヴィクトリア               | シエナ・ミラー             | 園崎未恵                                                |
| ストームホールド王         | ピーター・オトゥール       | 有川博                                                  |
| セプティマス               | マーク・ストロング         | 山路和弘                                                |
| ウーナ王女                 | ケイト・マグワン           | 北西純子                                                |
| サル                       | メラニー・ヒル             | 火野カチコ                                              |
| モルモ                     | ジョアンナ・スキャンラン   | 小宮和枝                                                |
| エンピューザ               | サラ・アレクサンダー       | 雨蘭咲木子                                              |
| ターシアス王子             | マーク・ヒープ             | 浦山迅                                                  |
| 門番                       | デヴィッド・ケリー         | 浦山迅                                                  |
| プライマス                 | ジェイソン・フレミング     | 谷昌樹                                                  |
| ダンスタン                 | ナサニエル・パーカー       | 押切英希                                                |
| セカンダス                 | ルパート・エヴェレット     | いずみ尚                                                |
| 若きダンスタン             | ベン・バーンズ             | 細谷佳正                                                |
| ファーディ                 | リッキー・ジャーヴェイス   | 丸山壮史                                                |
| クォータス                 | ジュリアン・リンド＝タット | 近藤広務                                                |
| セクスタス                 | デヴィッド・ウォリアムズ   | 武虎                                                    |
| ハンフリー                 | ヘンリー・カヴィル         | 佐藤美一                                                |
| 副海賊                     | デクスター・フレッチャー   | ふくまつ進紗                                            |
| 宿屋の主人ビリー           | マーク・ウィリアムズー     |                                                         |
| ナレーション               | イアン・マッケラン         | 稲垣隆史                                                |
| その他                     | N/A                        | 一木美名子 高桑満 かつまゆう 東條加那子 川庄美雪 青木強 |
|                            |                            |                                                         |
| 演出                       | 演出                       | 三好慶一郎                                              |
| 翻訳                       | 翻訳                       | 岸田恵子                                                |
| 制作                       | 制作                       | 東北新社                                                |

## 評価

### 受賞歴
AP通信の映画評論家であるDavid Germainは、この映画を「2007年の映画ベスト10」で7位に選んだ。また、主題歌の『ルール・ザ・ワールド』は第80回アカデミー賞の歌曲賞部門に応募されたが、ノミネートされなかった。
| 賞                                       | 部門                                   | 対象 | 結果       |
| ---------------------------------------- | -------------------------------------- | --- | ---------- |
| 34th Annual Saturn Awards 2008           | 最優秀ファンタジー映画賞               | 『Stardust』 | ノミネート |
| 34th Annual Saturn Awards 2008           | 最優秀助演女優賞                       | ミシェル・ファイファー | ノミネート |
| 34th Annual Saturn Awards 2008           | 最優秀衣装デザイン賞                   | Sammy Sheldon | ノミネート |
| Empire Awards 2008                       | 最優秀SF/ファンタジー作品賞            | 『Stardust』 | 受賞       |
| GLAAD Media Awards 2008                  | Outstanding Film - Wide Release        | 『Stardust』 | 受賞       |
| ヒューゴー賞 2008                        | Best Dramatic Presentation - Long Form | Jane Goldman (written by), Matthew Vaughn (written by/director), Neil Gaiman (based on the novel by), Charles Vess (illustrated by) | 受賞       |
| Phoenix Film Critics Society Awards 2007 | Overlooked Film of the Year            | 『Stardust』 | 受賞       |

## 家庭用記憶媒体
この映画は、2007年12月18日にリージョン1のDVDとHD DVDの両方で発売された。DVDはフルスクリーンとワイドスクリーンの両方のアスペクト比で発売された。HD DVDとDVDの特典映像には、『Good Omens: The Making of Stardust』と題したドキュメンタリーが収録され、映画の削除シーンや、映画のNG集、映画の劇場版予告編が収録されている。
HD DVD版の本編と特典映像は、2.35:1のワイドスクリーン高精細1080pで提供され、ドルビーデジタルプラス5.1音声で収録している。
この映画は、2010年9月7日にリージョンAのブルーレイディスク（カナダと米国）で発売された。

## その後
ヴォーンは、1960年代のロンドンを舞台にした『スターダスト2』の構想を練っていたが、1作目は続編を製作できるほどの経済的な成功を収めることは出来なかった。
映画公開10周年を迎えて、ヴァニティ・フェア誌は、キャリアの初期にこの役を演じたことでファンからよく知られているチャーリー・コックスにインタビューを行った。コックスは、この映画がなぜこれほど人気があるのか分からないとしながらも、ヴォーンが幅広い層にアピールする映画を作りたかったことや、ゴールドマンが余計なディテールをカットし、物語の核心に焦点を当てたことが功を奏したことについて言及している。Vanity Fair誌は、この映画が番組販売のもとで頻繁に再放送されていることに触れ、素晴らしいキャストや古すぎない特殊効果により「限りなく好感が持てる」とし、、「ゲイマンの作品の最高の映画化で、彼独特の暗さと奇抜さの融合を完璧に捉えている」と評した。
ヴォーン監督は、この映画のマーケティング方法について、「『プリンセス・ブライド・ストーリー』の影響をより強く受けているのに、『ロード・オブ・ザ・リング』のように宣伝された」と批判している。また、映画館での上映はうまくいかなかったが、DVDでは「エバーグリーンタイトル（evergreen title、時を経ても色褪せない作品）」になったと言及した。

### 書誌情報
- Jones, Stephen (2007). Stardust : The Visual Companion : Being an account of the making of a magical movie (1st ed.). London: Titan. ISBN 978-1845766818
- Sapiro, Ian (16 July 2013). Ilan Eshkeri's Stardust: A Film Score Guide. Scarecrow Press. p. 44. ISBN 978-0-8108-9166-1